# Gastronomía de Manabí
La gastronomía de Manabí conocida como cocina tradicional manabita es una serie de platos y técnicas culinarias de la provincia homónima. Es el resultado de las tradiciones del pueblo montuvio y cholo del campo del litoral ecuatoriano y gira en torno a la actividad económica de esta región tanto en la parte agropecuaria como pesca, así como también las tradiciones ancestrales que se remontan a etapas precolombinas, como es el caso del horno manabita. Fue declarado el 18 de octubre de 2018 como Patrimonio Cultural Inmaterial de Ecuador.

## Características
La gastronomía de Manabí se caracteriza por incluir tanto alimentos del mar como del campo, y tener preparaciones que giran alrededor de un horno de leña tradicional montuvio que se conoce como horno manabita. Se caracteriza por el uso del plátano verde, el maní y un preparación a partir de este llamado sal prieta. Dentro de los platos representativos se encuentran:
- Arroz con leche
- Arroz con pollo
- Bollo de pescado
- Bolón de verde
- Caldo de torrejas
- Caña manaba
- Ceviche de calamar
- Ceviche de camarón
- Ceviche de concha
- Ceviche de ostión
- Ceviche de pescado
- Ceviche de pulpo
- Ceviche de spondylus
- Ceviche mixto
- Cocadas blancas
- Corviche
- Dulces de Rocafuerte
- Hornado manaba
- Maduro lampreado
- Maní quebrado
- Mazamorra choneña
- Muchines
- Natilla
- Salprieta
- Seco de gallina criolla
- Seco de guanta
- Tonga
- Viche

### Galería

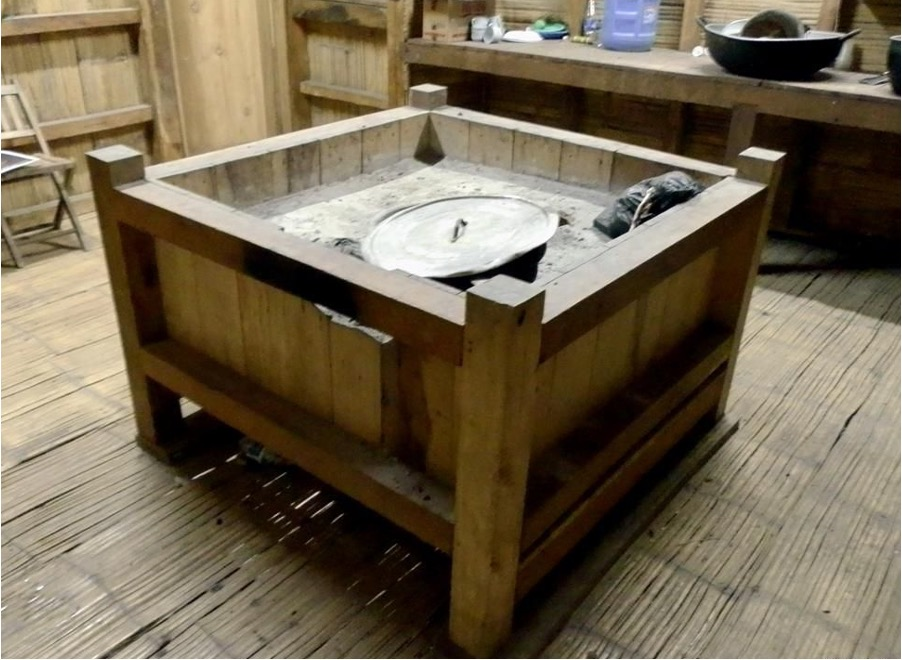
Horno manabita
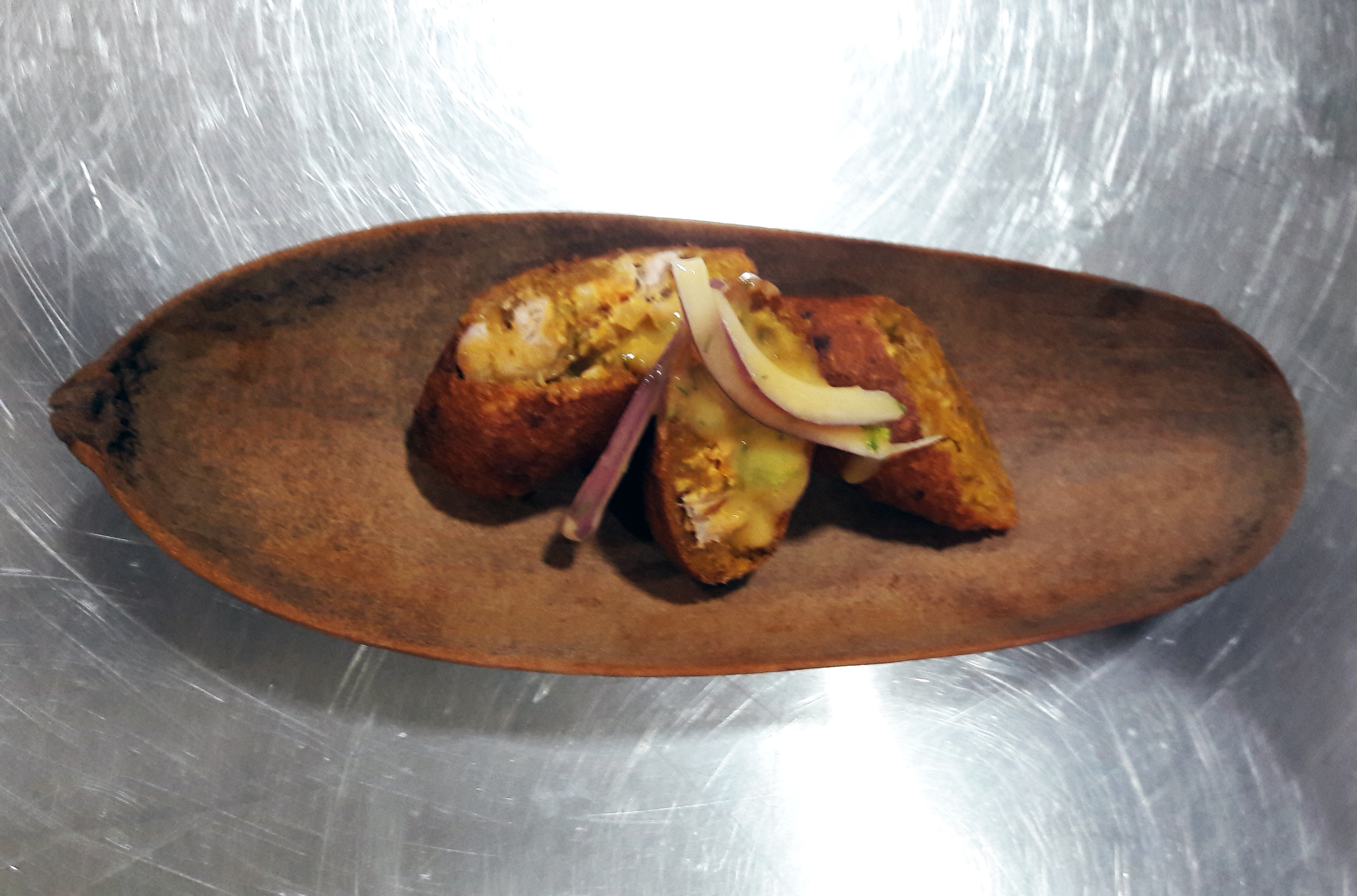
Corviche de pescado
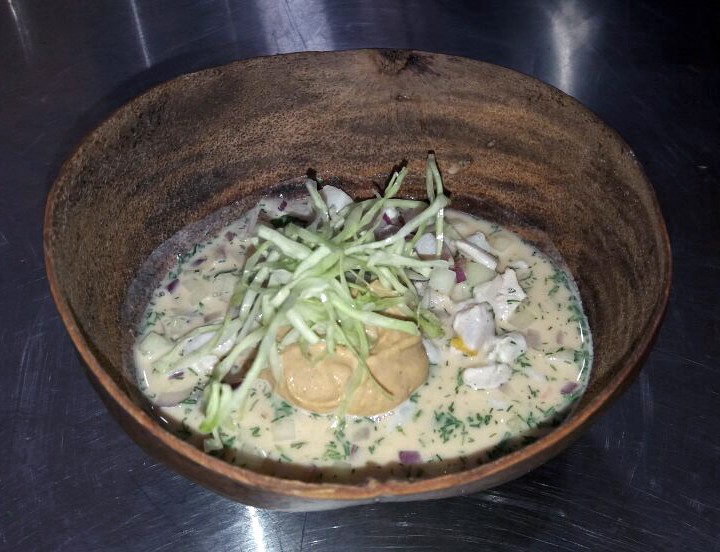
Ceviche Jipijapa
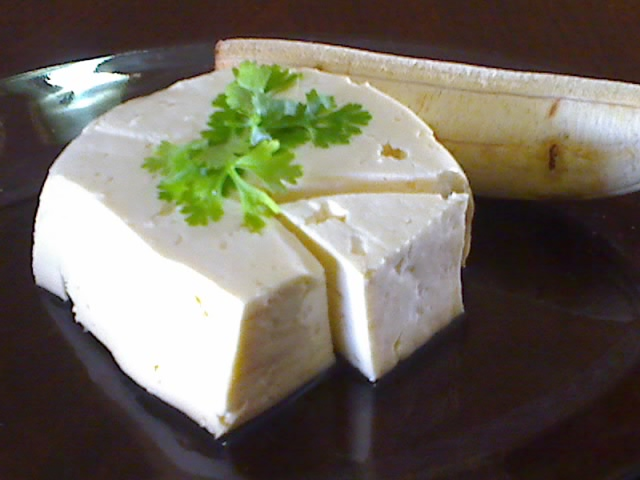
Queso chonero
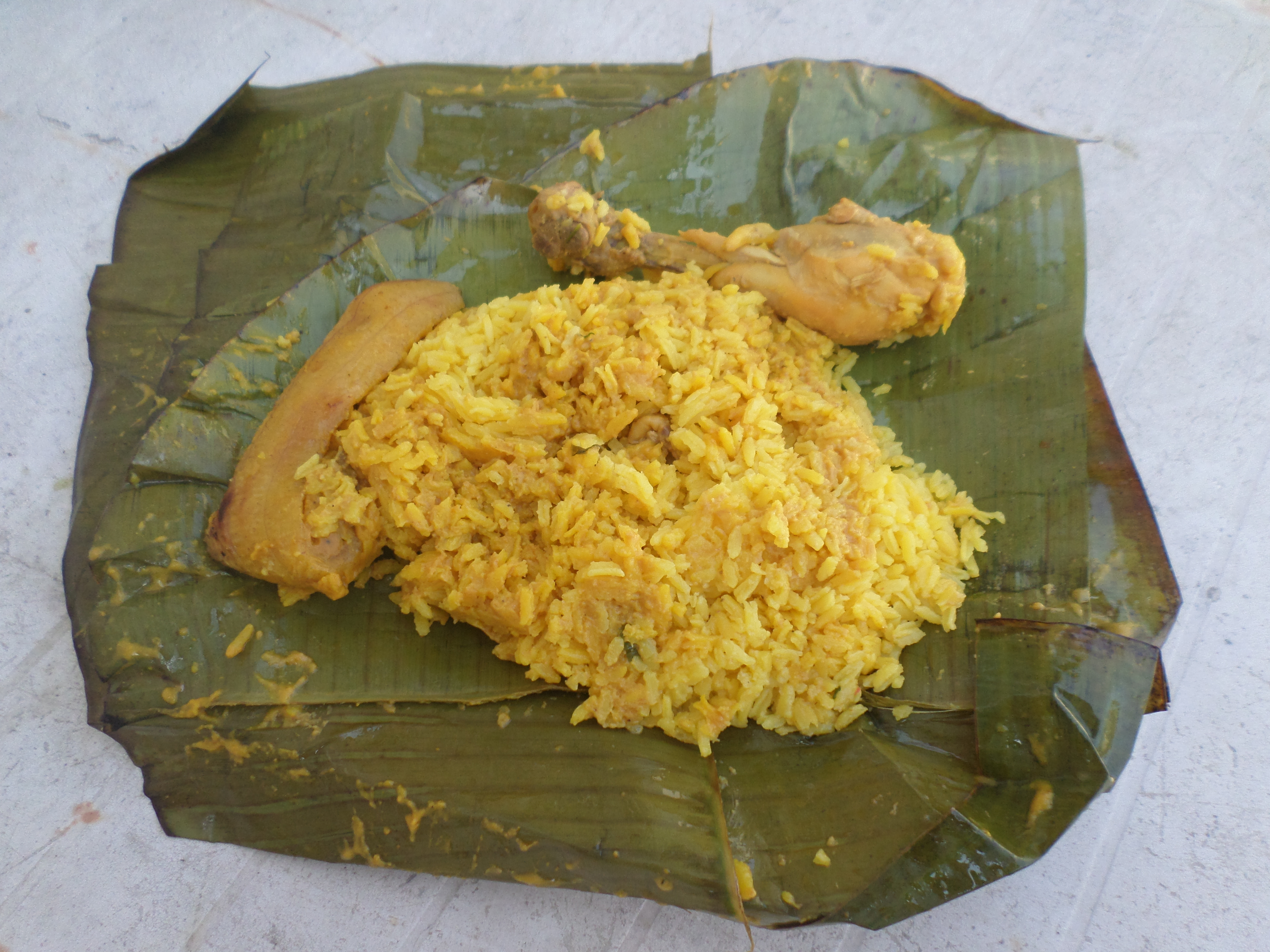
Tonga
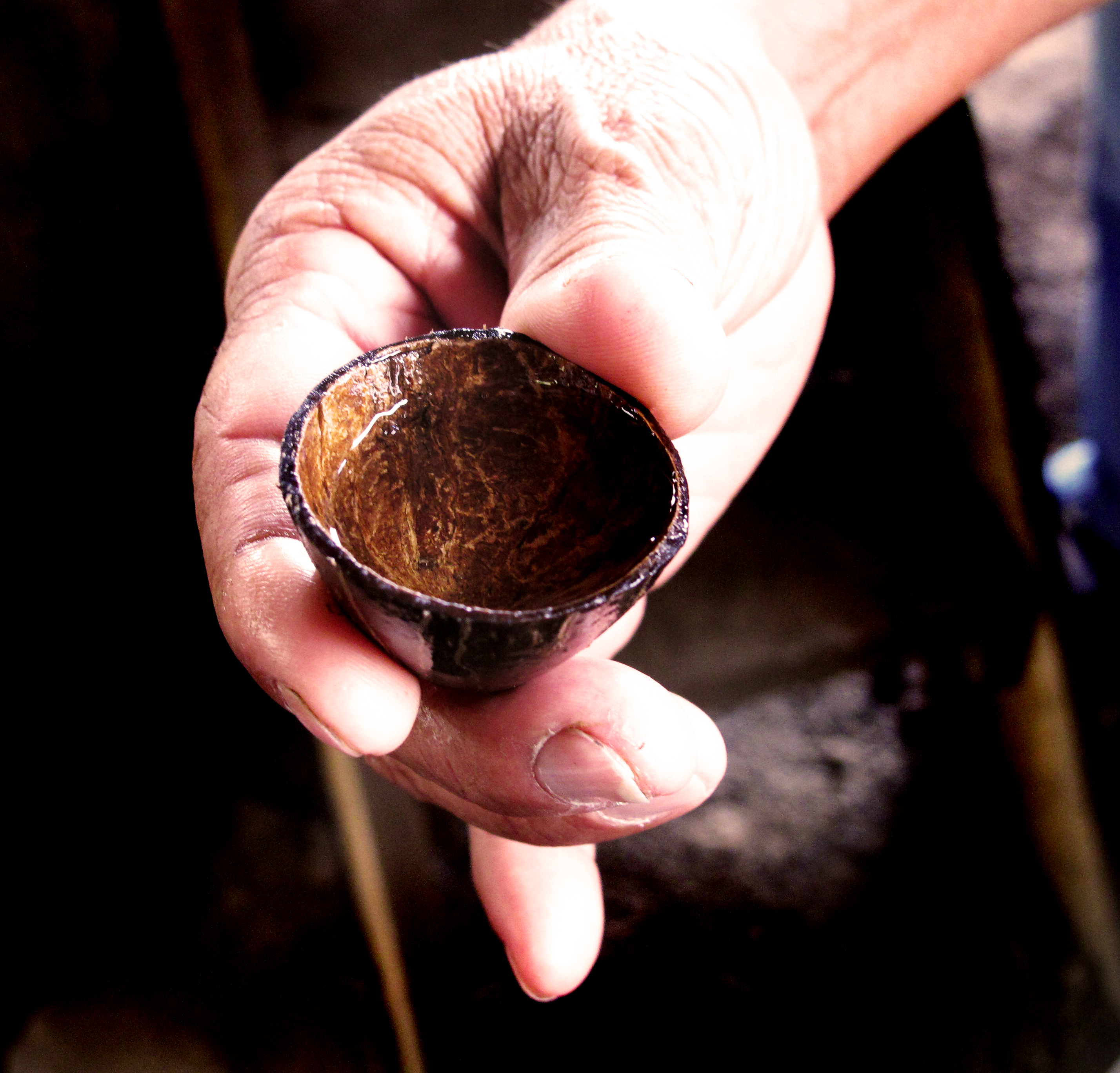
Vaso de mate con aguardiente de caña, o "Caña manaba".